# Erfahrungsfeld zur Entfaltung der Sinne

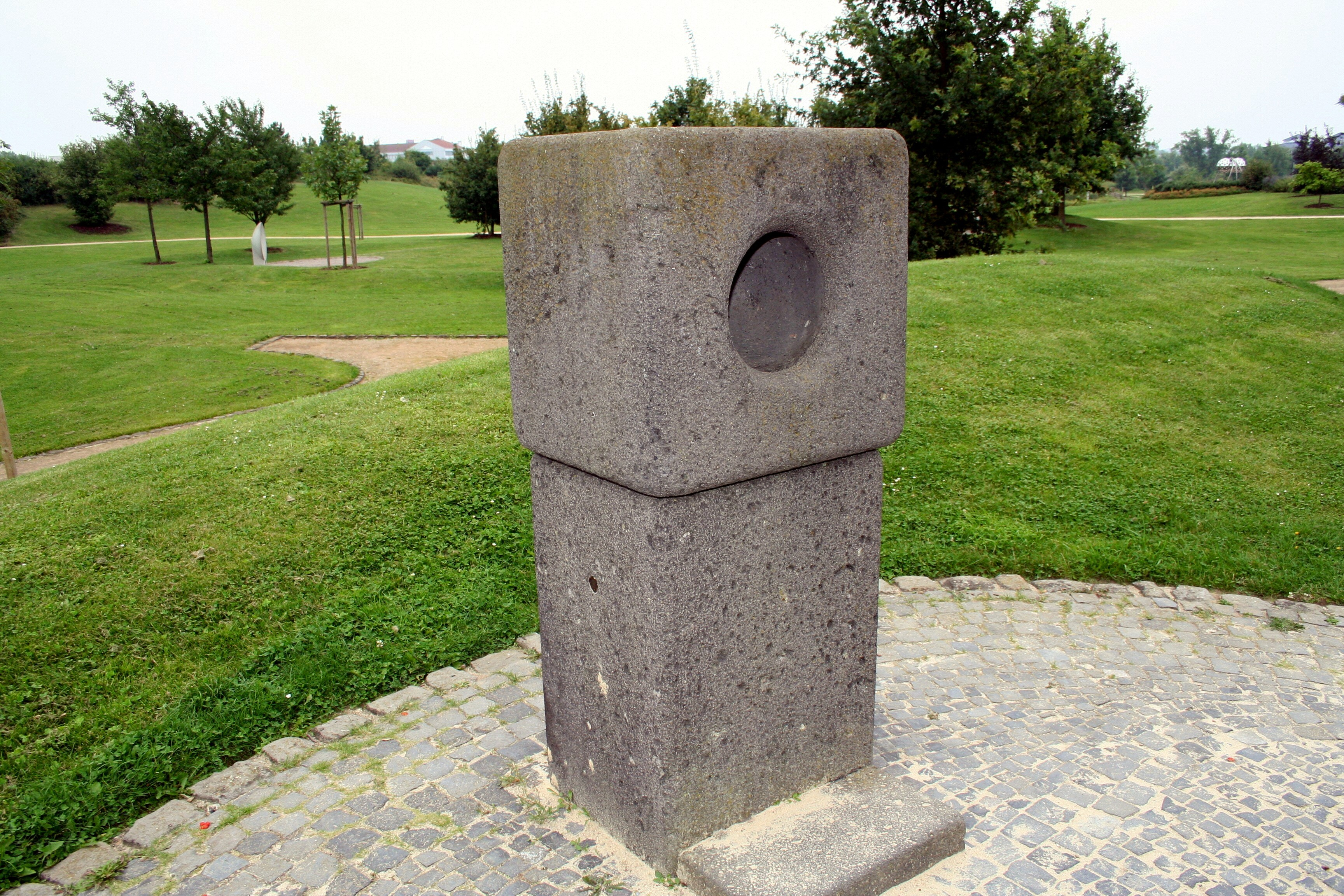
Hören: Summstein im Laatzener Park der Sinne

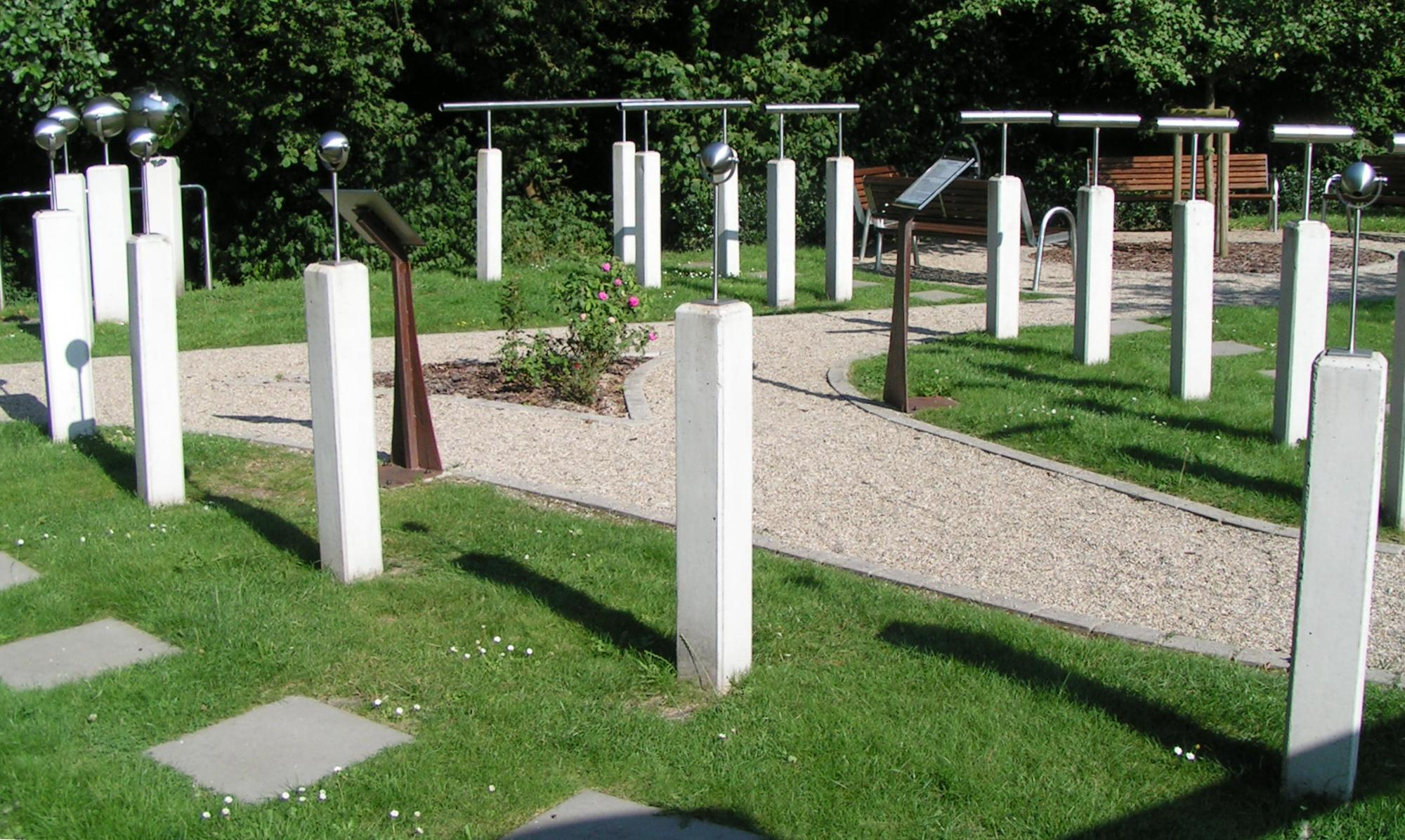
Hören: Hörgarten der Universität Oldenburg

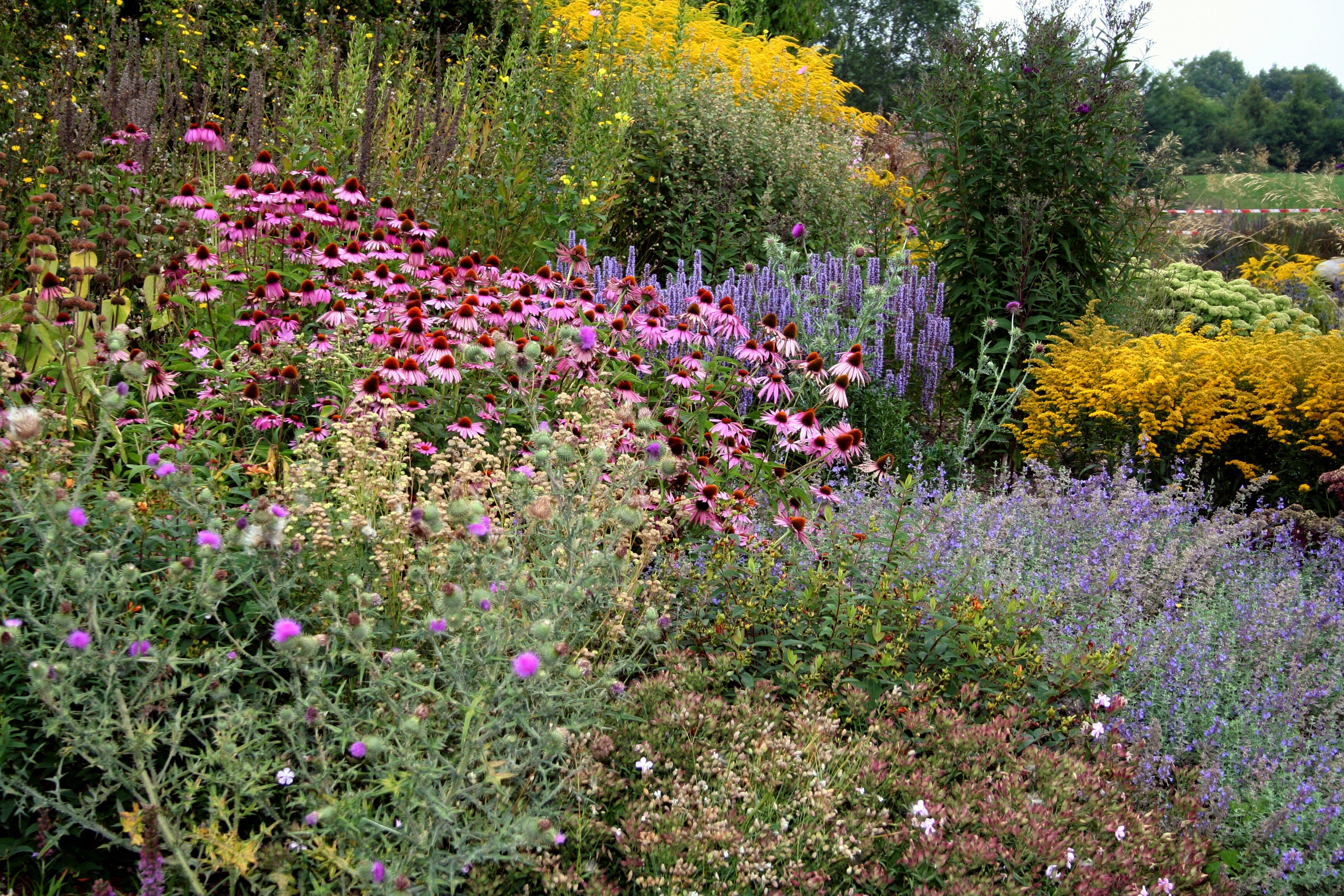
Sehen und Riechen: Blütenmeer in Laatzen

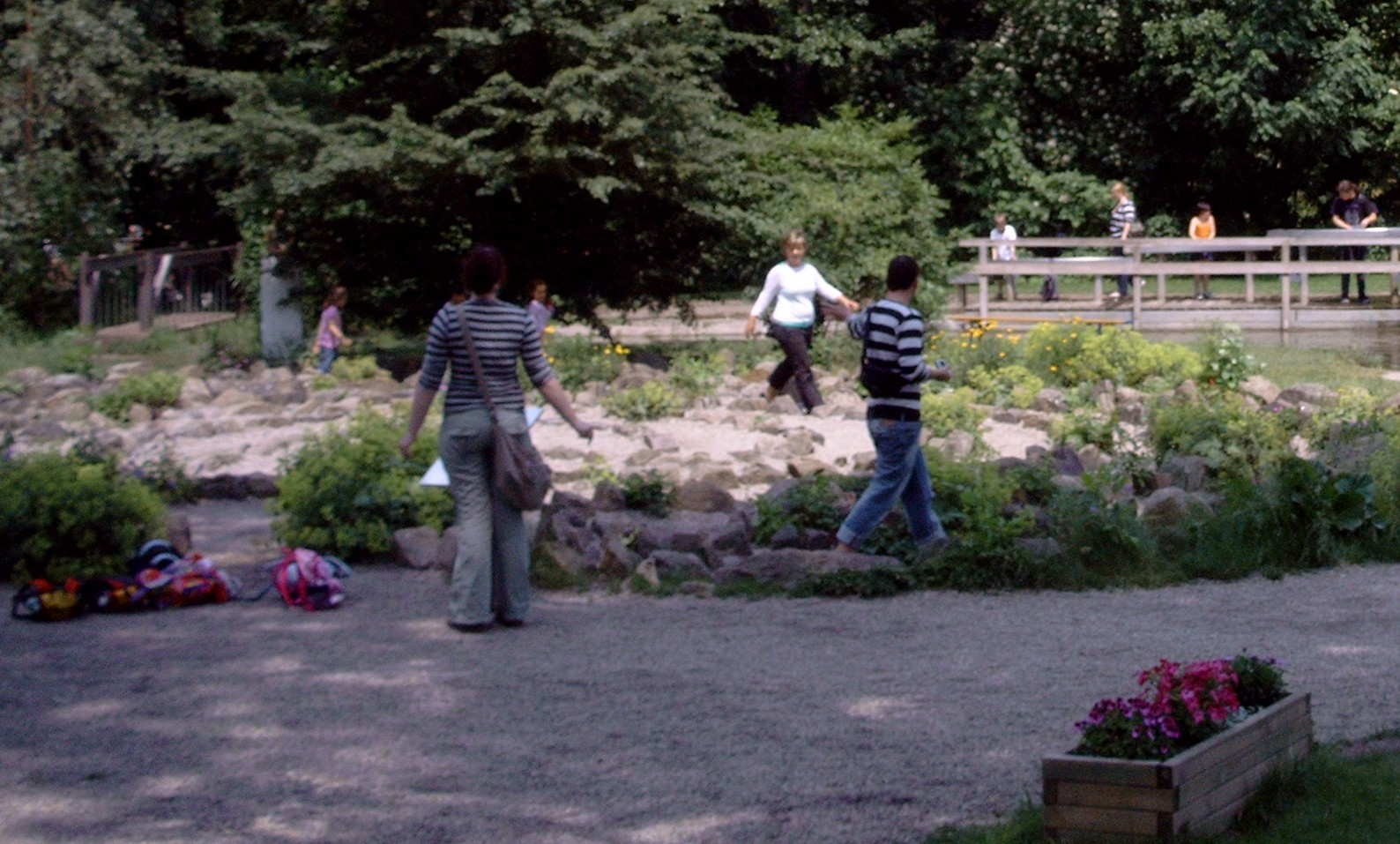
Riechen: Labyrinth mit Kräutern und anderen duftenden Anpflanzungen im Nürnberger Erfahrungsfeld zur Entfaltung der Sinne

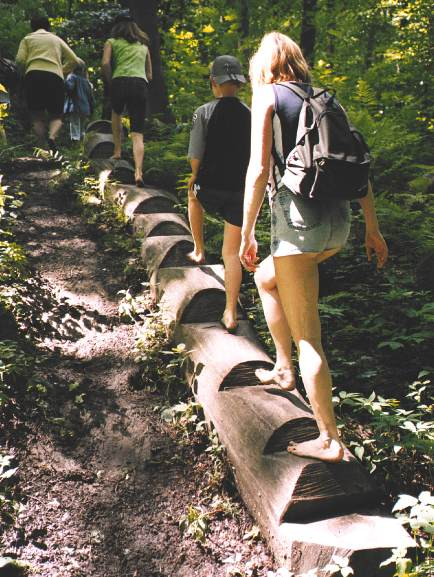
Fühlen, Tasten: „Indianerleiter“ am Barfußwanderweg Nienhagen

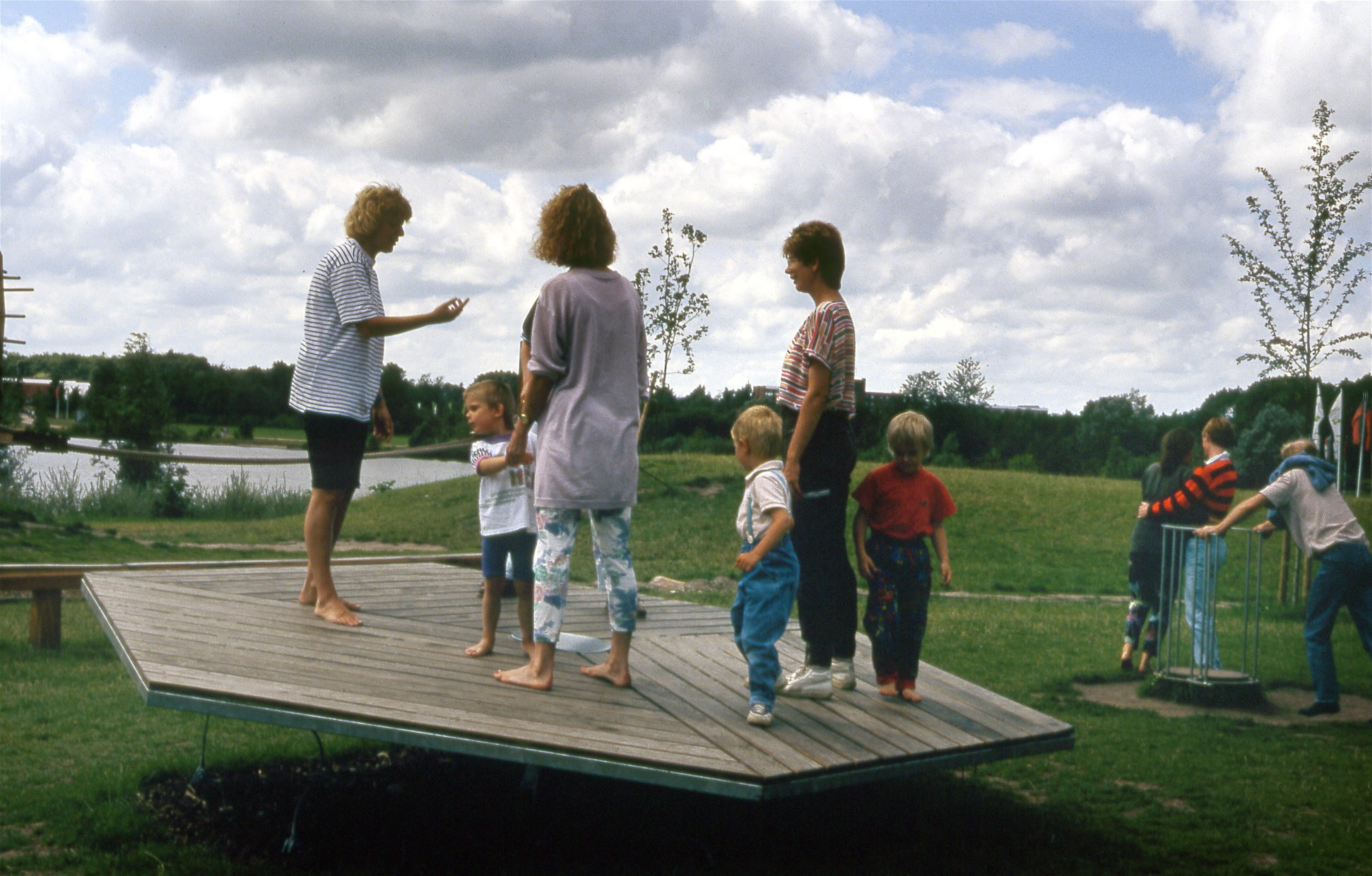
Bewegung: Balancierscheibe in Bremervörde

Das Erfahrungsfeld zur Entfaltung der Sinne wurde von Hugo Kükelhaus (1900–1984) konzipiert. Es handelt sich um Erlebnisausstellungen, bei der alle Sinne angeregt werden. Die unterschiedlichen Ausstellungsobjekte sollen den Besucher inspirieren, selbst damit zu experimentieren, sie zu erforschen, wie in einem Park der Sinne oder ähnlich einem Science Center. Kükelhaus konstruierte 32 Spielgeräte für Schulen der Stadt Dortmund und führte einen Teil dieser Geräte bei der Weltausstellung Expo 67 in Montreal vor. Sein ganzheitliches Konzept für eine große Freilichtausstellung wurde in der Ausstellung Phänomena umgesetzt und unter anderem in Rotterdam, in Südafrika und Bietigheim gezeigt.

## „Erfahrung bewusst machen“
Entsprechend dem Konzept von Kükelhaus entstand eine Vielzahl an Sinnesobjekten, Erfahrungsfeldern und Anlagen, die unterschiedliche aber auch kombinierte Sinnesbereiche ansprechen sollen, beispielsweise:
- Hören: Trommeln, Monochord, Orgelpfeifen, Windharfe, Klangschale, Chladnische Klangplatten, Summstein, Gongs, Windspiel/Klangspiel,

aber auch Naturgeräusche in Gartenanlagen: Vogelzwitschern, Wasserplätschern und -rauschen, Bienensummen.
- Sehen: Nachbilder, Musilscher Farbkreisel, Rotationsscheiben, Kippende Perspektive, Murmelkaskade, Prismen, Licht- und Farbspiele

Naturgarten mit Farbspiel verschiedener Blüten, Feng-Shui-Garten, Schmetterlingsgarten, Wasserspiele, Idyllische Ruheoasen, Trockenmauern, Naturobjekte wie Natursteine und -Felsen, Wurzeln; Feuer als Lagerfeuer, Wasserspiele mit Leonardotisch;
- Riechen: Kräuterschnecke oder Kräuterarten, Rosenweg oder Rosarium, Blütendüfte
- Fühlen/Tasten: Tastgalerie oder Tastmauer oder Tastkästen, Barfußweg als haptischer Pfad mit Stein, Sand, Kies, Rindenmulch, Moos, Gras, Moor oder Wasser; Experimentieren mit Glockenspiel in Wasser, Wasserspiele.
- Schmecken: Streuobstwiese mit Früchten zum Kosten, Picknick am Lagerfeuer, Orangenmeditation
- Bewegung: Taumelscheibe, Drei-Zeiten-Pendel, Sandpendel, Pendelstein, Balanciergeräte wie -Balken, -Scheiben, -Pirouette, Kletterobjekte wie -Bäume -Wurzeln -Felsen.
- Begegnung: kommunikative Einrichtungen wie Partnerschaukel, Echorohr, Parabolschalen, auch Begegnung mit Tieren wie im Streichelzoo, Tieren auf Streuobstwiesen

„Der Besucher erfährt, wie das Auge sieht, das Ohr hört, die Nase riecht, die Haut fühlt, die Finger tasten, der Fuß (ver-)steht, die Hand (be-)greift, das Gehirn denkt, die Lunge atmet, das Blut pulst, der Körper schwingt. Die Wahrnehmung der Gesetze der eigenen Natur befähigt den Menschen, in den Erscheinungen der äußeren Natur die gleiche Gesetzlichkeit wahrzunehmen als auch zu wahren. (Hugo Kükelhaus)“

## Erfahrungsfelder
Erfahrungsfelder sind unter unterschiedlichen Begriffen zu finden: Welt der Sinne, Garten der Sinne, Park der Sinne, Sinnespark, Therapiegarten, Heilgarten, Kükelhaus Park, Fühlgarten, Wahrnehmungsparcours und andere. Sie enthalten oft auch Elemente wie: Motorikgarten, Feng-Shui-Garten, Schmetterlingsgarten, Bienengarten, Fallobstwiese, Waldentdeckungspfad, Skulpturpfad und andere.

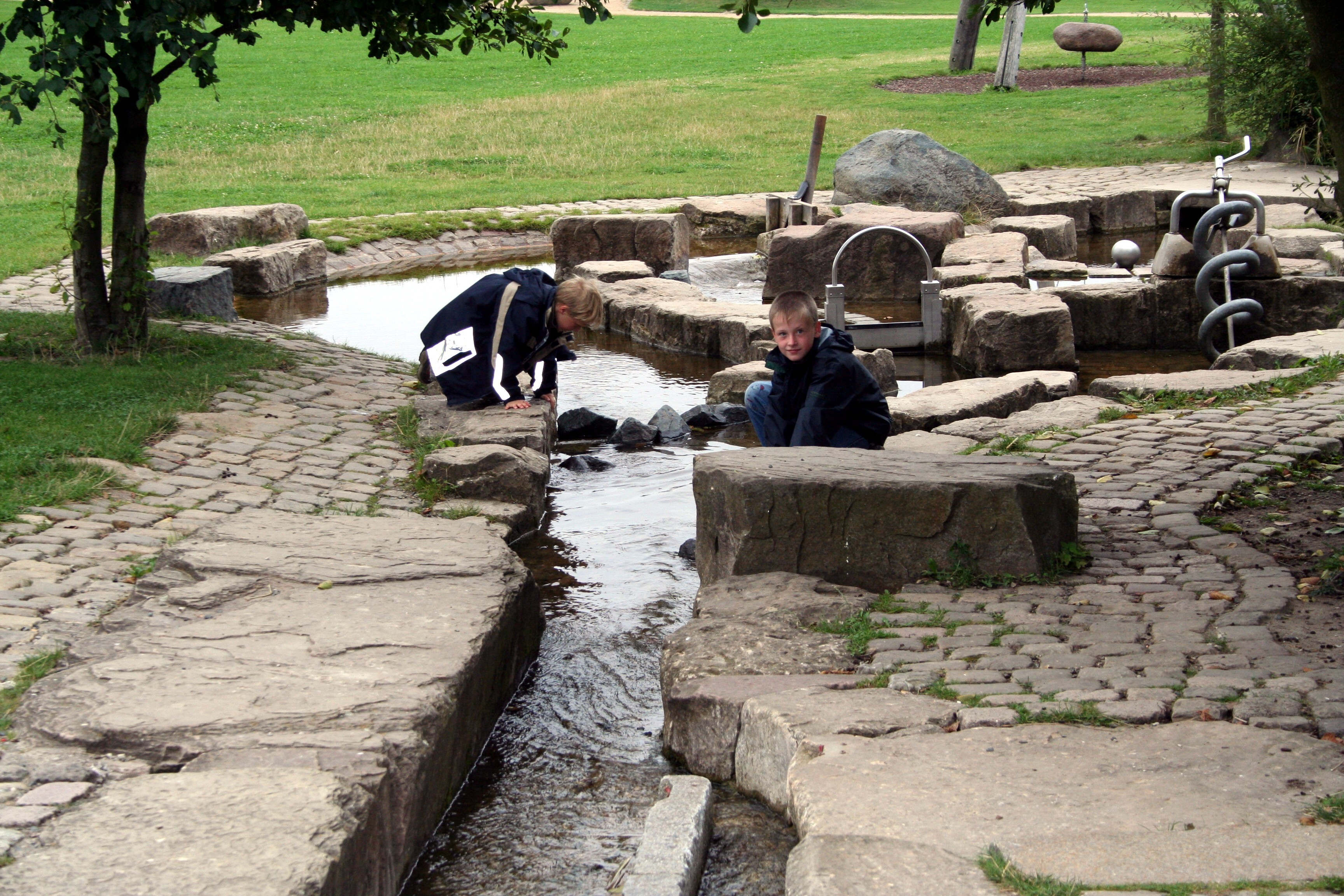
Wasserspiele in Laatzen

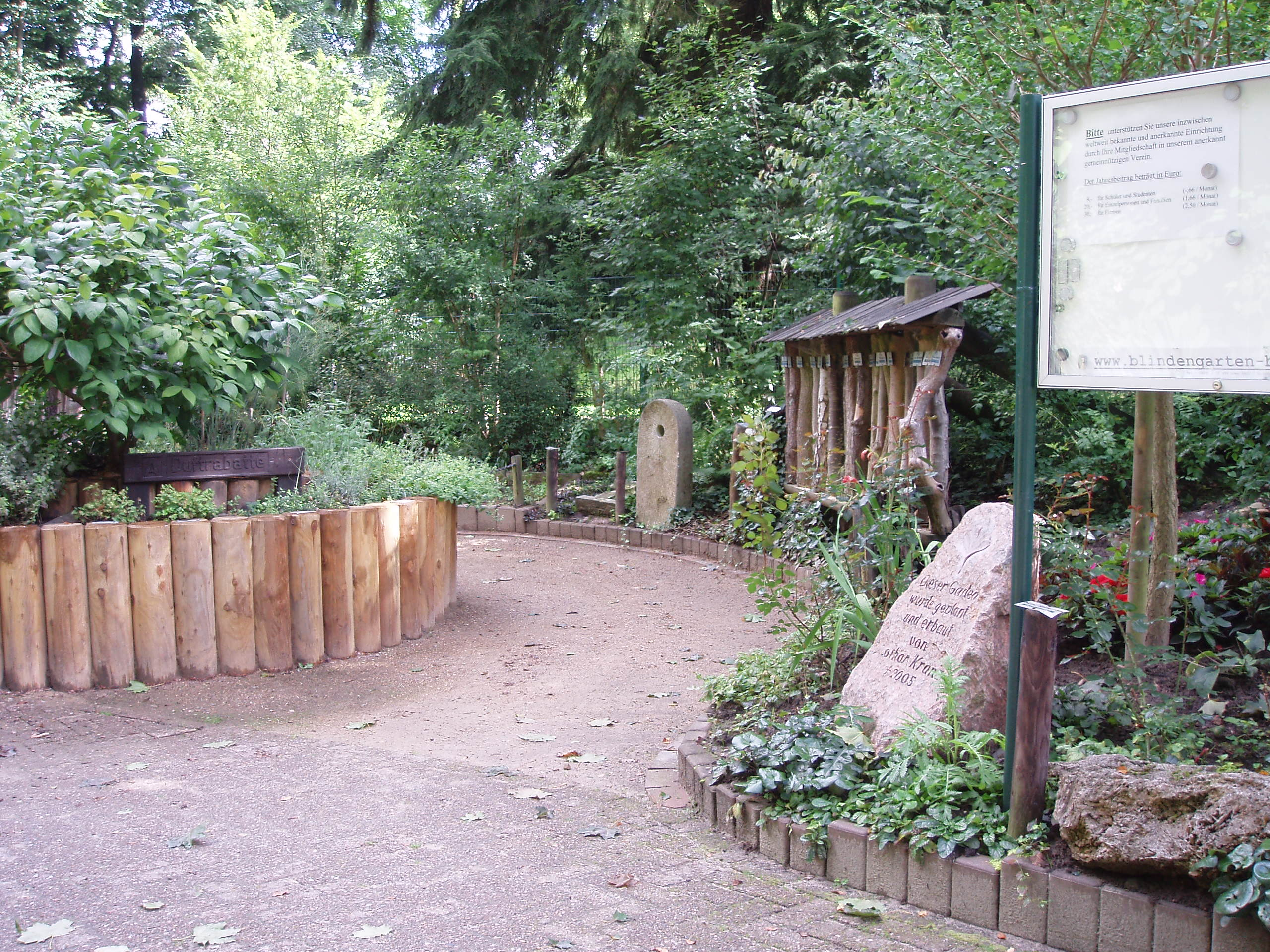
Blindengarten in Bremen-Vegesack

Einrichtungen, die Erfahrungsfelder nutzen mit dem Ziel der Ressourcenstärkung, Förderung der Achtsamkeit, Lernerfahrung, Förderung der Kreativität und Lebensfreude, Erholung:
- Pädagogische Fördereinrichtung für Kinder oder alte Menschen, in Kindergärten, auf Schulhöfen, in Altenheimen
- Therapeutische Fördereinrichtung im Bereich der Förderpädagogik, Ergotherapie, Behinderteneinrichtungen, Blindengarten, psychotherapeutischer Bereich mit Anschluss an therapeutische Kliniken, Bereiche für Schwerst- und Chronisch-Kranke, Rehaeinrichtungen für Traumaopfer
- Für die Allgemeinheit angegliedert an Botanische Gärten, oder als Teil größerer Ausstellungen und Veranstaltungen (z. B. EXPO), Erholungsanlagen auch für Gesunde, oder erstellt als Gemeinschafts- oder Projektarbeit in Schulen, Kindergärten, Gemeinden

Neben festen Installationen gibt es auch einige Mobile Erfahrungsfelder, die sich für Events und Firmenzwecke buchen lassen, so z. B. in Kassel oder in Nürnberg (wo das Mobile Erfahrungsfeld älter ist als das „große“ Feld).

## Bekannte Einrichtungen
Erfahrungsfelder gibt es im Schloss Freudenberg (Wiesbaden) sowie in Essen, Kassel, Nürnberg, Suhl, Welzheim bei Stuttgart, im Park der Burg Wissem in Troisdorf bei Bonn und den Weg der Sinne in Haag am Hausruck (Österreich). Eine Wanderausstellung Welt der Sinne thematisiert das Erfahrungsfeld. Der Natur- und Erlebnispark Bremervörde entstand 1991 anlässlich der zweiten Niedersächsischen Landesausstellung Natur im Städtebau, der Park der Sinne in Laatzen zur EXPO 2000 in Hannover. Weitere Sinneserfahrungs-Einrichtungen bestehen in Groß Gerungs, Rodenbach, Herten und an vielen anderen Orten. Der Turm der Sinne in Nürnberg ist ein themenverwandtes Beispiel für ein interaktives Experimentiermuseum zur Erfahrbarmachung wissenschaftlicher Grundlagen, im Rahmen von Museumspädagogik und im Bereich Kindermuseum, der Objekte zum Ausprobieren anbietet zum Thema: „Wie funktionieren eigentlich unsere Sinne?“

### Von der „Hugo Kükelhaus Gesellschaft“  (Soest) betreute Erfahrungsfelder zur Entfaltung der Sinne
- Ein Garten für die Sinne – Erfahrungsfeld Mars-Skipper-Hof in Kotzenbüll auf der Halbinsel Eiderstedt in Schleswig-Holstein, Angebote zur Sinnesschulung und Wahrnehmungsförderung in Kombination mit barrierefreien Beherbergungsräumen für Gruppen aller Art, besonders für Kinder und Jugendliche mit und ohne Behinderung, Gruppen aus Bildungseinrichtungen und Familien[1]
- Erfahrungsfeld der Sinne Eins+Alles beim Erholungszentrum Welzheim, auf dem Gelände der Laufenmühle, einer anthroposophischen Einrichtung für Menschen mit Behinderung, das als Integrationsprojekt allen Besuchern offensteht
- Erfahrungsfeld zur Entfaltung der Sinne Nürnberg des Jugendzentrums für kulturelle und politische Bildung auf der Wöhrder Wiese in Nürnberg, geöffnet in der Zeit von Anfang Mai bis Mitte September. In jedem Jahr wird ein Schwerpunktthema behandelt, beispielsweise 2014 zum 20-jährigen Bestehen Begegnung im Dunkeln.
- SinnesGänge im ehemaligen Brennofen der Ziegelei Oberkaufungen des Vereins Erfahrungsfeld zur Entfaltung der Sinne in Kassel.
- Erfahrungsfeld Schloss Freudenberg (Wiesbaden) des ehemaligen Mitarbeiters und Schülers von Hugo Kükelhaus, Matthias Schenk und seiner Frau Beatrice Dastis Schenk, Gesellschaft Natur und Kunst
- Phänomania Erfahrungsfeld in Essen (ehemals Erfahrungsfeld zur Entfaltung der Sinne (Hugo Kükelhaus))
- Sensorium der Stiftung Rüttihubelbad in Walkringen (Schweiz), basierend auf Stationen des Erfahrungsfeldes von Hugo Kükelhaus.
- Sinn-Welt im Jordanbad in Biberach an der Riß – bietet den Besuchern vielfältige Sinneserfahrungen entlang der biblischen Schöpfungsgeschichte, orientiert am Konzept von Hugo Kükelhaus, der Montessoripädagogik und den Ansätzen von Emmi Pikler und Elfriede Hengstenberg.

### Beispiele öffentlich zugänglicher Erfahrungsfelder im Freiraum
- Natur- und Erlebnispark Bremervörde der Stadtverwaltung Bremervörde
- Wege der Sinne Bakede (Bad Münder)
- Sinnespark auf dem Gelände des Alexianer-Krankenhauses in Münster-Amelsbüren[2]
- Erfahrungsfeld der Sinne der Kreativwerkstatt Troisdorf an der Burg Wissem
- Parcours der Sinne des Seminarhauses Vulkaneifel in Immerath
- Erfahrungsfeld Sinnespark des Psychiatrischen Zentrums Nordbaden in Wiesloch
- Weg der Sinne des Marktgemeindeamtes Haag am Hausruck (Oberösterreich)
- Weg der vielfältigen Sinne des Seminar- und Bildungszentrums Antoniushaus Mattli in Morschach (Schweiz)

### Pädagogische Einrichtungen
- Institut für Kreativität und Pädagogik – Marielle Seitz in München, Kurse zum Training von Phantasie und Kreativität, Vermittlung eines neuen kunstpädagogischen Ansatzes (beispielsweise der kreativen Umsetzung von Geometrie, Sinneseindrücken und Schrift)
- KindSein e. V. in Bielefeld-Theesen, eine Elterninitiative, die den integrativen Kindergarten Kinderhaus am Mondsteinweg unter dem Aspekt der Umsetzung der Ideen von Hugo Kükelhaus in Architektur, Außenraumgestaltung und pädagogischen Alltag
- Städtisches Familienzentrum und Kindertagesstätte Am Krausacker I in Troisdorf-Bergheim mit Schwerpunkt auf der Sinneswahrnehmung im Zusammenhang mit den Ideen von Hugo Kükelhaus im täglichen Gruppenleben in Form von Erfahrungsfeldstationen sowie täglich konkret geplanten Angeboten im Hause.
- Im Sensorium in Frauenfeld (Schweiz) wurde eines der ersten Erfahrungsfelder installiert. Aufgrund des Erfolgs und des damit verbundenen Besucherandrangs wurde die Wahrnehmung so stark gestört, dass mit dem Sinnwerk ein Nachfolgeprojekt mit einem veränderten Konzept geschaffen wurde. Es wendet sich mit ähnlichen Sinnesstationen v. a. an Gruppen und will damit nach eigener Angabe vertiefte und intensivierte Wahrnehmung ermöglichen.[3]